# 阿夫頓 (加利福尼亞州格倫縣)
阿夫頓（英語：Afton）是位於美國加利福尼亞州格伦縣的一個非建制地區。該地的面積和人口皆未知。

## 地理
阿夫頓的座標為39°25′12″N 121°57′59″W / 39.42000°N 121.96639°W，而該地的平均海拔高度為22米（即72英尺）。